# نولان بوشنل
نولان بوشنل (بالإنجليزية: Nolan Bushnell)‏ هو مهندس وعالم حاسوب ومخترِع ورائد أعمال أمريكي، ولد في 5 فبراير 1943 في كليرفيلد في الولايات المتحدة.

## وصلات خارجية
- نولان بوشنل على موقع IMDb (الإنجليزية)
- نولان بوشنل على موقع الموسوعة البريطانية (الإنجليزية)
- نولان بوشنل على موقع ميوزك برينز (الإنجليزية)
- نولان بوشنل على موقع إن إن دي بي (الإنجليزية)
- نولان بوشنل على موقع قاعدة بيانات الفيلم (الإنجليزية)